# 뿔괭이상어
뿔괭이상어(Heterodontus francisci)는 괭이상어목(Heterodontiformes)의 유일한 과인 괭이상어과(Heterodontidae)의 유일속인 괭이상어속(Heterodontus)의 일종이다.
해양환경교육원에 문의한 바로는 국내에 서식하지 않는 종이기 때문에 공식적인 국명이 없다했고, 가칭 뿔상어로 불리고 있다 한다. 해양수산부와 국립해양생물자원관이 발간한 국가 해양 수산물종 목록집 2021년판 중 1권 중 해양척추동물 편을 보면 Order Heterodontiformes를 괭이상어목으로 번역하였다. 그리고 뿔상어(학명:Squalus brevirostris)라는 다른 종이 있어 이름을 달리하였다. 영문이름에서의 뿔을 뜻하는 horn과 우리나라의 분류인 괭이상어목에 포함되어 있는 점을 합하여 명명한 것이라 추측한다.
몸길이가 1m정도 되는 작은 종이며, 머리가 짧고 뭉툭하며 눈 위에 능선이 있는 두 개의 등지느러미, 검은 반점을 가지고 있는 특징이 있다. 몸체는 회색, 갈색, 검은색 등 어두운 편이다. 대부분의 개체는 1m가 넘지 않는다.(꼬리지느러미를 제외한 몸통의 길이 기준)
서식지가 좁은 편이며, 캘리포니아에서부터 캘리포니아 만 사이에서 서식한다.
서식지가 좁은탓인지 IUCN(International Union for Conservation of Nature and Natural Resources, 세계자연보전연맹)에서 정보부족종으로 정하였다.
맥시코에서는 식용으로 사용되기도 한다.

## 분류
프랑스의 생물학자 샤를 프레데릭 지라르(Charles Frédéric Girard)는 1855년 필라델피아 자연과학 아카데미 회보(Proceedings of the Academy of Natural Sciences of Philadelphia)에 뿔괭이상어에 대한 최초의 과학적 설명을 Cestracion francisci라는 이름으로 발표했다. 이 종은 이후 Gyropleurodus속에 포함되었으나, 결국 Heterodontus속(괭이상어속)과 동의어로 간주되었다. 종명 francisci는 샌프란시스코를 가리키는 것이지만, 뿔괭이상어의 분포 범위는 실제로 그만큼 북쪽까지 뻗어있지 않는다. 몬터레이 만에서 채집된 기준 표본은 현재 분실된 상태이다. 이 종의 학명은 한때 잘못하여 Heterodontus californicus로 기록되기도 했다.
다른 종류의 괭이상어들과 마찬가지로, 뿔괭이상어는 짧고 넓은 머리와 뭉툭한 주둥이, 눈 위에 돌기 형태의 안와상융기를 가지고 있다. 뿔괭이상어의 안와상융기는 낮고 깎아지듯 한 형태를 띠며 머리 위의 안와상융기 사이 공간은 오목하게 깊이 파여있다.
각 눈에는 순막이 없고 눈 뒤에 작은 숨구멍이 있다. 콧구멍은 입까지 닿는 긴 덮개에 의해 유입구와 유출구로 나뉜다. 유입구는 홈으로 둘러싸여 있고, 다른 홈은 유출구를 입에 연결한다.
입은 작고 구부러져 있으며, 가장자리에 두드러지는 주름이 있다. 위턱에는 19~26개의 치아가 있고 아래턱에는 18~29개의 치아가 있다. 턱 앞쪽의 치아는 작고 뾰족하며 중앙 교두 양쪽에 한 쌍의 소교두가 달린 형태이다. 턱의 측면에 있는 치아는 훨씬 더 크고 세로로 길쭉하며 어금니와 비슷하다.
몸은 원통형이며 앞쪽에 단단한 가시가 있는 2개의 낫모양 등지느러미가 달려있다. 암초에 서식하는 뿔괭이상어의 등지느러미 가시는 상어가 움직이며 바위에 마모되기 때문에 해조류 서식지에 사는 개체보다 짧다. 첫번째 등지느러미는 큰 가슴지느러미의 기저부에서 시작되고 두 번째 등지느러미는 배지느러미의 뒤쪽 끝에서 약간 앞쪽에서 시작된다. 꼬리지느러미는 짧은 하엽과 길고 넓은 상엽으로 되있으며 끝 부분에 v자의 홈이 있다.
뿔괭이상어의 순린은 작고 매끄러우며 성체의 등에 약 200/cm² 정도의 수가 있다. 등 쪽 색상은 여러 작고 어두운 반점이 있는 다양한 회색 혹은 갈색의 음영으로 이루어져 있지만, 나이든 상어에게서는 나타나지 않을 수 있다. 눈 아래에 작은 어두운 반점이 있다.
뿔괭이상어는 최대 1.2m까지 자랄 수 있으나, 대부분 1m를 넘지 않는다.

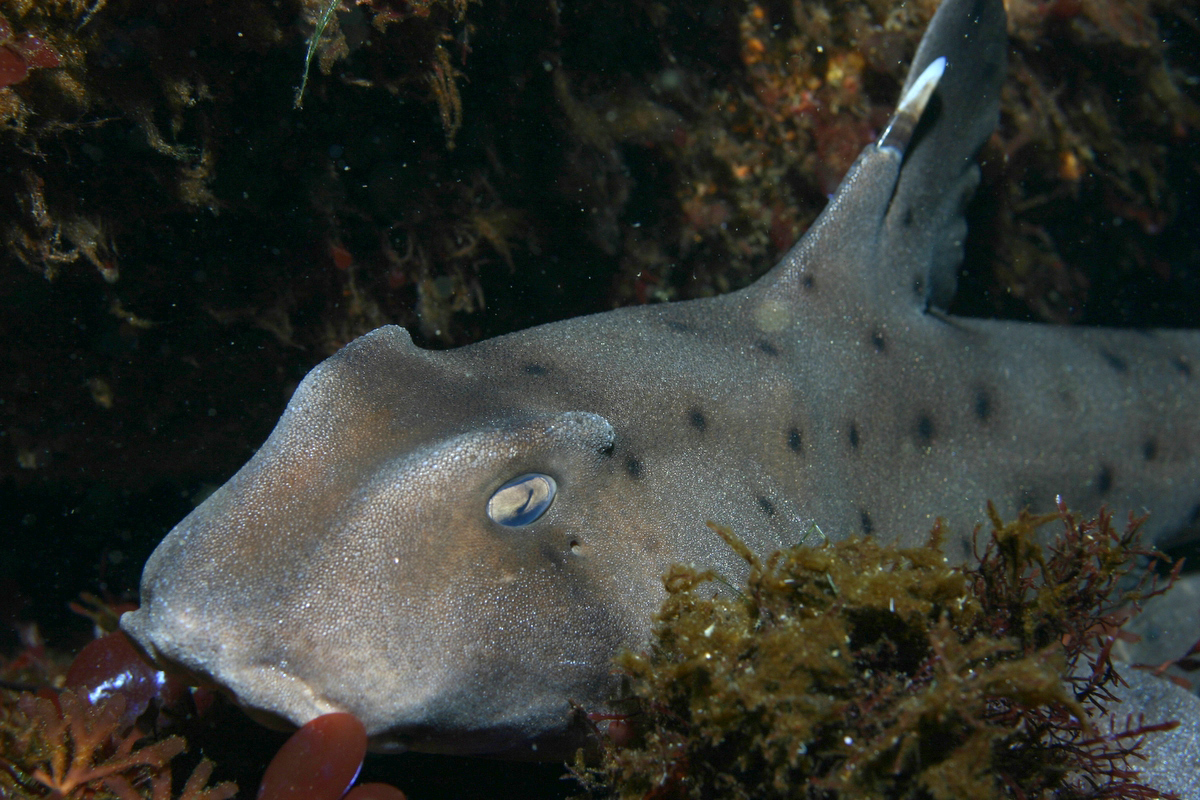
뿔괭이상어는 눈 위에 두드러진 융기가 있는 독특한 형태의 머리를 가지고 있다.

## 먹이
먹이는 주로 이매패류(조개), 복족류(소라, 전복 등), 성게류, 갑각류(게, 새우 등) 등 단단한 껍질을 가진 해양 동물들을 먹는다. 단단한 껍질을 이빨로 깨 부순 뒤 그 안에 있는 부드러운 속살을 섭취한다.
뿔괭이상어는 몸집에 비해 강한 치악력을 가지고 있다. 성체 기준 평균 95N ~ 135N의 힘을 가지고 있다. 성체의 다른 먹이로는 땅콩벌레(Sipunculida - 성구동물), 불가사리, 두족류(오징어, 낙지 등), 작은 경골어류(고등어, 조기 등) 등이 있다.
어린 개체는 성체에 비해 치악력이 약하기 때문에 보다 부드러운 것들을 섭취한다. 어린 개체의 먹이로는 다모충, 말미잘, 작은 조개 등이 있다.

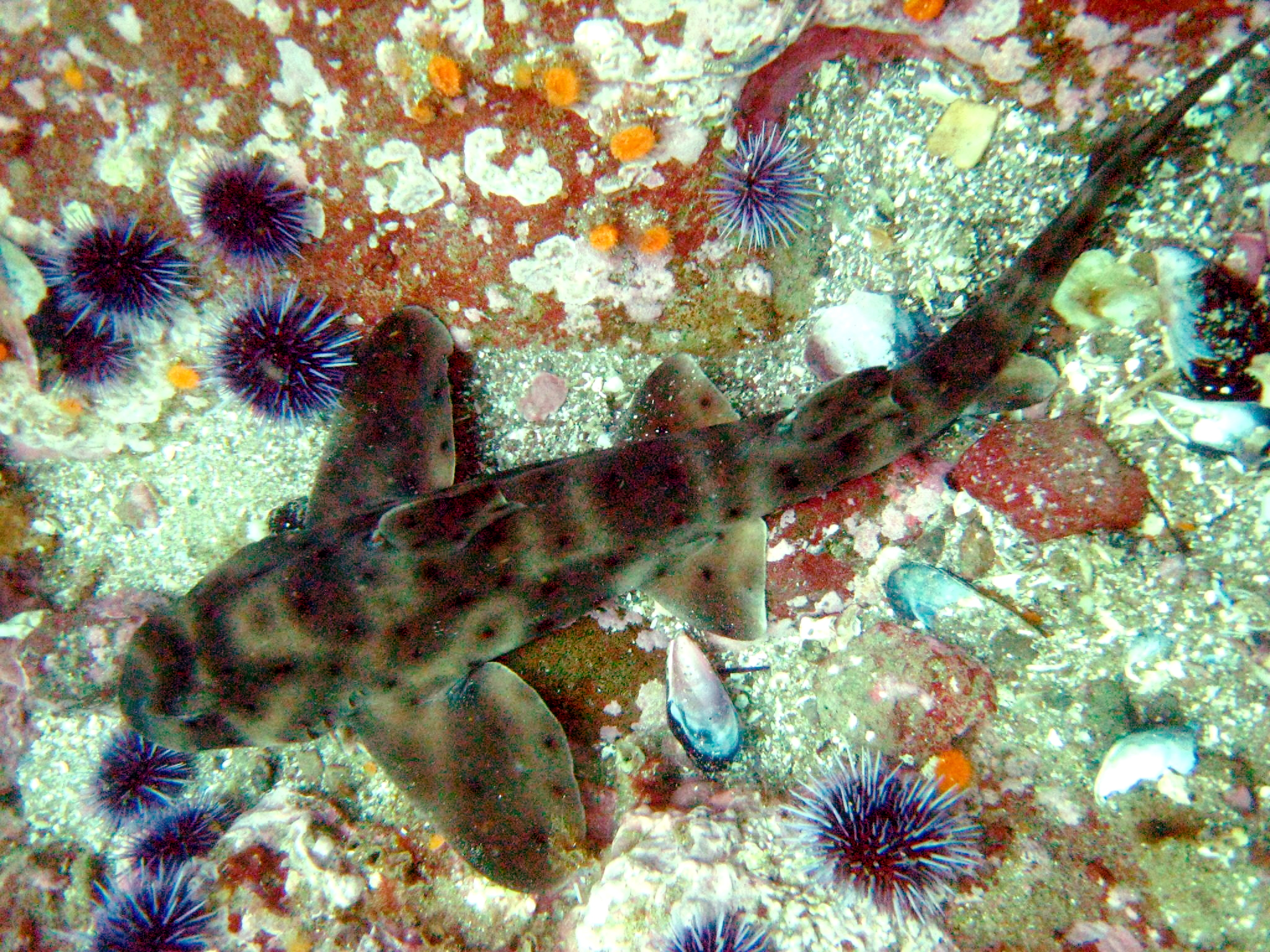
아기 뿔괭이상어(귀엽게생겼다. 사람이든 동물이든 어릴땐 귀엽다.)

가장 좋아하는 먹이는 성게라고 알려져 있으며, 성게를 많이 섭취해 지느러미와 이빨이 보라색으로 물들어 있는 개체도 발견된다고 한다.
뿔괭이상어의 턱 앞쪽에 있는 이빨은 날카로워 먹이를 잡는 데 사용되며, 등의 이빨은 납작한 어금니 모양이어서 조개를 으깨는 데 사용된다.
뿔괭이상어는 유연하고 근육질의 가슴지느러미를 사용하여 몸을 바닥을 밀어내며 헤엄친다. 작은 무리로 다니는 기록도 있으나 보통은 혼자 활동한다. 낮 동안에는, 움직임 없이 동굴이나 틈새, 두꺼운 해조류에 숨어서 휴식을 취하며 경계를 유지하고 위협을 받으면 빠르게 도망친다. 황혼이 지나면 먹이를 찾아 암초 위를 활발히 배회한다. 뿔괭이상어는 약 1,000m²의 작은 행동권을 가지며 그들은 10년 이상을 충실하게 매일 같은 은신처로 돌아간다. 은신처는 일반적으로 사냥터의 가장자리에 있다. 기록된 뿔괭이상어 한 개체의 가장 긴 움직임은 16km이다.
뿔괭이상어의 활동 패턴은 외인성 통제 하에 있으며, 이는 내부 생리학적 주기 보다는 외부 환경적 요인에 의해 조절 된다는 것을 의미한다. 포획된 뿔괭이상어의 관찰에 의하면 이 요인은 빛의 강도임을 보여준다. 상어는 불이 꺼진 직후에 움직였으며 다시 켜지면 즉시 멈춘다. 상어를 어둠 속에 방치한 실험에서 상어는 피로로 인해 느려지기 전까지 11일 동안 계속 활동 상태를 유지했다. 자연에서도 밤에 밝은 빛에 노출된 상어는 수영을 멈추고 바닥으로 가라앉을 것이다.
뿔괭이상어를 잡아먹는 큰 물고기와 북방코끼리물범(Mirounga angustirostris)은 성체, 새끼, 알을 잡아먹는다. 또한 카탈리나 섬(Catalina Island)의 흰머리수리(Haliaeetus leucocephalus)에게 포획되어 먹히며, 큰 바다 달팽이는 알집에 구멍을 뚫어 노른자를 빼 먹을 수 있다. 거친 피부와 가시에 의해 어느 정도 보호 되는데, Pacific angelshark( Squatina californica ) 가 어린 뿔괭이상어를 삼키는 장면이 촬영되었지만 가시 때문에 곧 토해냈다. 촌충 Acanthobothrium bajaensis 및 Acanthobothrium puertecitense 등의 기생충이 기생하는 것으로 알려져 있고, 요각류 Trebius heterodonti 및 선형동물 Echinocephalus pseudouncinatus는 가리비와 성게와 같은 먹이 내부에서 유충 단계를 보낸다.

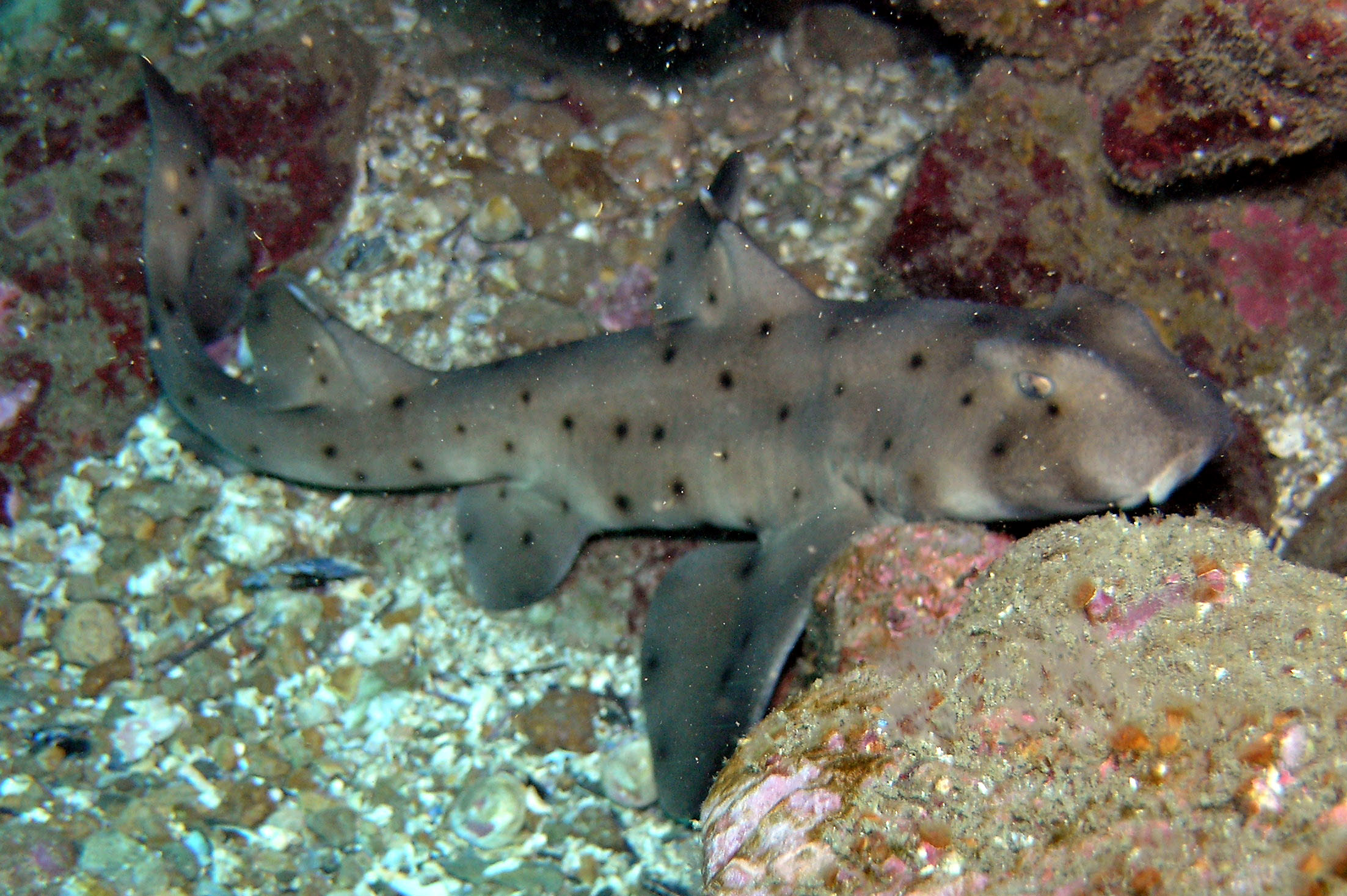
뿔괭이상어는 낮에는 쉬고 밤에만 활동한다.

## 생식 및 번식
주로 12월 또는 1월에 짝짓기가 이루어지며, 매년 번식하는 것으로 추정된다.
번식은 난생이며, 암컷은 2월부터 4월까지 11-14 일에 한 번씩 수심 2~13m (6.6-42.7ft)의 물 속에서 최대 24개의 알을 낳는다.
처음에는 피막(皮膜)이 부드럽고 연한 갈색을 띠지만, 며칠이 지나면 딱딱하고 어두운 색을 띤다. 피막(皮膜)의 길이는 10~12cm, 너비는 3~4cm이다.
알을 낳은 후, 암컷은 나사 송곳 모양의 알 피막(皮膜)을 포식자로부터 보호하기 위해 좁은 틈 사이에 밀어 넣는다. 각각의 알 피막은 한 마리의 새끼를 가지고 있으며, 부화하는 데 6개월에서 10개월이 걸린다.
갓 부화한 뿔괭이상어는 몸 길이가 15~17cm이며, 이들은 매우 다양한 비율로 자란다.

## 서식지
뿔괭이상어는 동부 태평양의 대륙붕에서 서식하며, 몬터레이만의 남쪽에서 캘리포니아와 바하칼리포르니아 해안, 그리고 캘리포니아만에서 발견된다. 흔치 않은 상황으로, 따뜻한 물이 북쪽으로 유입되면 샌프란시스코만에서 까지 발견될 수 있다.
1년 중 대부분 동안 뿔 상어는 2~11m (6.6-36.1ft)의 깊이에서 가장 흔하게 분포하며, 겨울이 시작되면 30m (98ft)보다 깊은 물로 이동한다. 어린 상어는 길이 35~48cm, 깊이 40~150m의 모래 땅과 커다란 먹이 구덩이(bat ray가 종종 은신처와 먹이를 위해 발굴해둔 구덩이)를, 성체는 바위가 많고 얕은 암초 또는 조류층을 선호한다.
느리고 일반적으로 혼자 사는 포식자인 뿔괭이상어는 밤에는 좁은 서식지 안에서 사냥을 하고, 낮에는 암초 아래, 동굴, 해조류 속에 숨어 지낸다. 일일 활동 주기는 빛의 수준에 의해 조절된다.

## 인간과의 상호작용
일반적인 상황에서 뿔괭이상어는 인간에게 무해하며 물속에서 쉽게 접근할 수 있다. 그러나, 그들이 자극을 받으면 공격받을 수 있고, 일부 공격적인 개체들은 자극을 받을 경우 잠수부들을 쫓고 물어 뜯는 것으로 알려져 있다. 이들의 지느러미가 고통스러운 상처를 입힐 수 있기 때문에 조심해야 한다.
뿔괭이상어는 포획에 잘 적응하고 미국 전역의 많은 수족관에서 사육되고 있다. 2018년 7월, 샌안토니오 수족관에서 어린 뿔괭이상어를 훔친 3명이 체포된 사례가 있다. 뿔괭이상어는 담요에 둘러싸인 채 유모차에 실려 수족관에서 밀반출(密搬出)되었다. 이로부터 이틀 후, 뿔괭이상어는 무사히 돌아왔다.